# Paso de Ovejas (municipalité)

La municipalité de Paso de Ovejas est l'une des 212 municipalités de l'État de Veracruz, et est située dans la partie centrale de cet État. Elle est située dans le golfe du Mexique, à l'ouest du trait de côte, dans la vallée du fleuve Río Antigua et de son affluent le Río Atliyac. Son chef-lieu est la ville éponyme de Paso de Ovejas. Cette municipalité dépend de la région administrative de Sotavento, qui est une des 10 subdivisions administratives de l'État de Veracruz.

## Toponymie
Le nom de Paso de Ovejas provient du fait qu'il se situait à l'un des points de traversée de la rivière Río Atliyac, sur la route menant à Veracruz.

## Géographie
La municipalité de Paso de Ovejas s'étend d'ouest en est dans le bassin versant du fleuve Río Antigua. La rivière Río Atliyac, qui conflue avec le Río Antigua dans la municipalité voisine de La Antigua, tandis que le Río Antigua la délimite à l'extrême nord, tandis qu'une autre rivière tributaire du Río Antigua sert de limite au sud. Son chef-lieu, la ville éponyme de Paso de Ovejas, se trouve sur la rive nord du Río Atliyac. Son territoire couvre une superficie de 387,8 km2, et était peuplé en 2015 de 33 392 habitants, pour densité de 86,1 habitants par km2.
La municipalité est limitrophe au nord de celle de Puente Nacional, au sud-ouest de celle de Comapa, au sud de celles de Soledad de Doblado, et de Manlio Fabio Altamirano, et à l'est de celles de Veracruz et de La Antigua.

## Composition et démographie
La municipalité était composée en 2015 de 149 localités, dont 2 étaient considérées comme urbaines, les autres étant rurales.
| Localité            | Population |
| ------------------- | ---------- |
| Paso de Ovejas      | 7468       |
| Tolome              | 2715       |
| Puente Jula         | 2306       |
| Cerro Guzmán        | 1370       |
| El Hatito           | 1324       |
| Reste des localités | 17 393     |
| Total population    | 32 576     |

En plus de l'espagnol, plusieurs langues amérindiennes sont parlées dans la municipalité, dont les principales sont par ordre d'importance : le nahuatl et le otomí.

## Histoire
La ville de Paso de Ovejas s'est développée sur l'un des points de traversée de la rivière Río Atliyac sur la route menant à Veracruz. Cette route étaient empruntée par de nombreux marchands se rendant au port de Veracruz pour vendre leurs marchandises, telle que la laine.
En 1868, Paso de Ovejas obtient le statut de ville, sous le nom de Zempoala de Paso de Ovejas.

## Économie

### Agriculture et élevage
La superficie des parcelles semées représentait en 2017 une surface totale de 12 124 hectares, parmi lesquels 4824 hectares étaient voués à la culture du maïs, 3886 hectares étaient voués à la culture de la canne à sucre, et 1670 hectares à celle de la mangue.
En 2017, la production de viande par tonnes comprenait 733,6 tonnes de viande bovine, 58,5 tonnes de viande porcine, 7,8 tonnes de viande ovine, 16,6 tonnes de volailles, et 37,6 tonnes de dinde. La superficie vouée à l'élevage représentait alors 16 740 hectares.